# Петренко, Василий Гаврилович
Васи́лий Гаври́лович Петре́нко (18 июня 1922, с. Шиловичи, ныне Ичнянский район, Черниговская область — 09 августа 1988, Горловка, Донецкая область) — наводчик миномёта 2-й миномётной роты 25-го гвардейского стрелкового полка 6-й гвардейской Ровенской Краснознамённой ордена Суворова стрелковой дивизии 13-й армии 1-го Украинского фронта, гвардии старший сержант, Герой Советского Союза.

## Биография
Родился 18 июня 1922 года в семье крестьянина. Украинец. Окончил 7 классов. В 1939 году переехал в город Горловка Донецкой области Украины. Работал слесарем на шахте «Кочегарка».
В Красной Армии с июня 1941 года. Окончил курсы разведчиков-минёров. На фронтах Великой Отечественной войны с марта 1942 года. Воевал на Брянском, Центральном и 1-м Украинском фронтах. Участвовал в освобождении Украины и Польши, в боях на территории Германии.
В наступательных боях с 12 января 1945 года по 1 февраля 1945 года гвардии старший сержант В. Г. Петренко проявил исключительное мужество и героизм. В боях за деревню Скшельчице и переправу на реке Чарна-Нида (Польша) В. Г. Петренко, отражая контратаки превосходящих сил пехоты, танков и бронетранспортёров фашистов, подбил один танк, три бронетранспортёра и уничтожил до 80 офицеров и солдат противника.
При форсировании реки Одер В. Г. Петренко, быстро переправившись на западный берег и заняв огневую позицию, метким огнём отражал контратаки врага, который пытался вытеснить наши подразделения с занятого плацдарма. Получив ранение, Петренко продолжал вести огонь по врагу, уничтожив несколько десятков солдат противника.
Указом Президиума Верховного Совета СССР от 10 апреля 1945 года за образцовое выполнение боевых заданий командования на фронте борьбы с немецко-фашистскими захватчиками и проявленные при этом мужество и героизм гвардии старшему сержанту Петренко Василию Гавриловичу присвоено звание Героя Советского Союза с вручением ордена Ленина и медали «Золотая Звезда» под номером 4804.
После войны старшина В. Г. Петренко вернулся в город Горловка Донецкой области Украины. Работал электрослесарем, мастером производственного обучения в профтехучилище, мастером на Горловском предприятии электрических сетей. Умер 9 августа 1988 года.